# Ursula Caberta
 Ursula Caberta y Diaz (* 22. März 1950 in Hamburg) ist eine deutsche Politikerin (ehemals SPD und WASG) und ehemalige Leiterin der Hamburger Arbeitsgruppe Scientology und der Obersten Landesjugendbehörde.

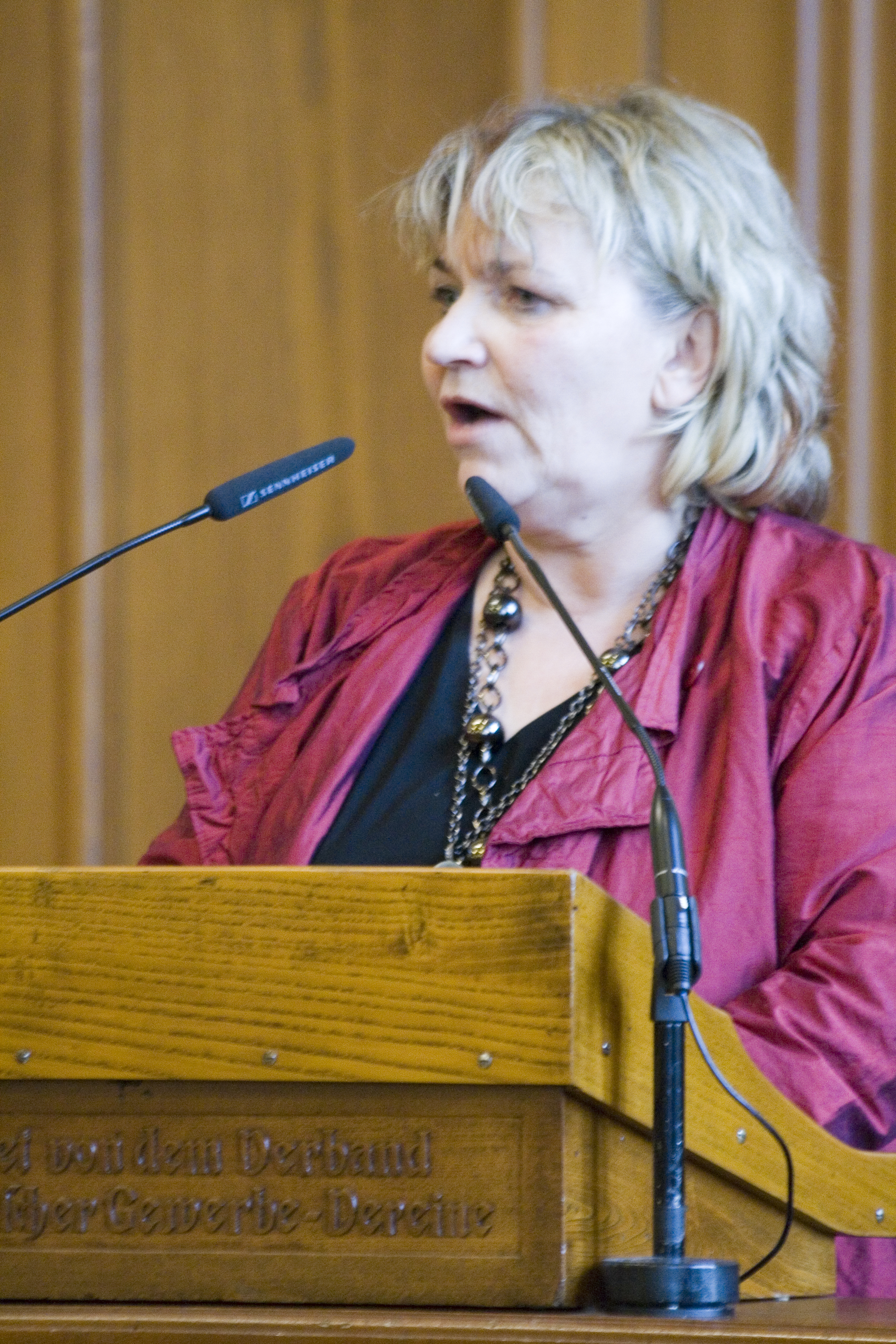
Ursula Caberta während einer Konferenz zum Thema Scientology (Hamburg, 2008)

## Politik
Ursula Caberta y Diaz ist Diplom-Volkswirtin. Sie war in den Jahren 1986 bis 1992 Mitglied der Hamburgischen Bürgerschaft. Dort saß sie als Abgeordnete der SPD Hamburg für ihre Fraktion im Rechtsausschuss, Gesundheitsausschuss sowie im Ausschuss für die Gleichstellung der Frau. Im September 2001 trat sie aus der SPD aus.
Im Jahr 2004 trat sie in die WASG ein. Bei der Bundestagswahl 2005 stand sie als Kandidatin auf der Landesliste Hamburgs auf Platz 2. Sie verpasste aber den Einzug ins Parlament. Sie verließ die WASG im Februar 2007 aus Protest gegen die Annäherung an die PDS.
Sie sieht ihre wichtigste politische Arbeit in der Beschäftigung mit Scientology. Vom Jahr 1992 bis 2010 war sie die Leiterin der Arbeitsgruppe Scientology in der Hamburger Innenbehörde und musste sich dort auch gerichtlich mit der Scientology-Kirche auseinandersetzen. Massenmedien wie Der Spiegel oder das ZDF haben sie als Kommentatorin in Scientology-Themen herangezogen. Sie war außerdem Leiterin der seit 2001 bestehenden Obersten Landesjugendbehörde für den Jugendschutz bezüglich neuer und ideologischer Gemeinschaften und Psychogruppen, die ebenfalls zur Hamburger Innenbehörde gehört. Im Rahmen ihrer Tätigkeit als Sekten-Expertin verfasste Ursula Caberta im Jahr 2002 einen mehrseitigen „Vermerk“ mit Bewertung über die von Andreas Hortmann gegründete Psycho-Gruppe, das ehemalige sogenannte Institut für Spirituelle Psychologie (ISP) in Wiesbaden. Am 1. August 2007 forderte sie ein Verbot der Scientology-Organisation, da diese gegen den Staat operiere und durch ihre Präsenz in Berlin offenkundig nach direktem Einfluss strebe. Im Jahr 2010 wurde die Arbeitsgruppe Scientology geschlossen und Caberta wurde Ministerialreferentin für neureligiöse, ideologische Gemeinschaften und Psychogruppen. Im Jahr 2013 beendete sie ihre Tätigkeit bei der Hamburger Verwaltung. Caberta ist geschieden und hat eine Tochter.

## Schriften
- Mit Gunther Träger: Scientology greift an. Der Inside-Report über die unheimliche Macht des L. Ron Hubbard. Econ, Düsseldorf 1997, ISBN 3-430-18249-2.
- Schwarzbuch Scientology. Gütersloher Verlagshaus 2007, ISBN 978-3-579-06974-6.
- Kindheit bei Scientology: Verboten! Gütersloher Verlagshaus 2008, ISBN 978-3-579-06981-4.
- Schwarzbuch Esoterik. Gütersloher Verlagshaus 2010, ISBN 978-3-579-06743-8.
- Schwarzbuch Feminismus. Gütersloher Verlagshaus 2012, ISBN 978-3-579-06661-5.
- Scientology. Die ganze Wahrheit. Gütersloher Verlagshaus 2014, ISBN 978-3-579-06630-1.

### Zeitungs- und Zeitschriftenartikel
- Porträt von Ursula Caberta (Taz)
- Kurzbiografie und Rezensionen zu Werken von Ursula Caberta bei Perlentaucher

### Video
- Esoterik - Die spirituelle Verwahrlosung der Republik (Vortrag)